# Laurin-Verlag
Der Laurin-Verlag war ein Spieleverlag in Hamburg.
In den 1980er Jahren wurde ebenfalls in Hamburg der „Citadel Verlag“ gegründet und später in „Laurin-Verlag“ umbenannt.
Noch unter dem Namen Citadel Verlag, wurde eine Zeitschriften-Reihe mit Listenpreisen für diverse, deutsch- und englischsprachige Rollenspiele (DSA, D&D, Midgard, MERS, MERP etc.), Brettspiele und Spielbücher, mit Fantasy- oder SF-Bezug, verlegt. Diese wurde in Spielwarenläden zum Kauf angeboten (DM 1,50) oder konnte beim Citadel Verlag Hamburg bestellt werden. Der Name dieser, herstellerübergreifenden Preis- und Lieferliste war „Kataloock“ und offensichtlich nach dem damaligen Herausgeber Thomas M. Loock benannt.
Der Verlag brachte ab 1986 das Magazin ZauberZeit heraus und verlegte die Rollenspiele Mittelerde-Rollenspiel (MERS), Rolemaster, Sturmbringer  und Cthulhu. Später nahm er auch Brettspiele in sein Angebot auf.
Der Verlag organisierte jährlich ein großes Rollenspielertreffen in Hamburg mit dem Namen „STARD“ (Spieler Treffen aller Rollenspieler Deutschlands).
Nach der Insolvenz 1993 wurden die Verlagsrechte von Queen Games übernommen.

## Spieleauswahl (Citadel)
- Isaac Asimov’s Sternenhändler 1988
- König Artus 1988
- Illuminati 1988
- Sturmbringer 1989
- Camelot 1989

## Spieleauswahl (Laurin)
- Mittelerde-Rollenspiel (MERS)
- Rolemaster
- Cthulhu 1990
- Dampfross 1992
- Robin Hood 1991
- Die Hanse 1993
- Ringgeister 1993